# Playahitty
Playahitty é uma banda italiana que fez sucesso nos anos noventa cantando em inglês. Com seus singles "The Summer is Magic" conquistou as pistas nacionais e internacionais  no verão europeu de 1994.  

## Discografia

### Singles
| 1994                                                       | "The Summer is Magic"      | 14 | 36 | 39 | 2  | 36 | 37 | 12 |  |
| 1995                                                       | "1-2-3! (Train with Me)"   | 21 | —  | —  | 4  | —  | —  | 46 |  |
| 1996                                                       | "I Love the Sun"           | —  | —  | —  | 16 | —  | —  | —  |  |
| 1997                                                       | "Another Holiday"          | —  | —  | —  | —  | —  | —  | —  |  |
| 1998                                                       | "The Man I Never Had"      | —  | —  | —  | 30 | —  | —  | —  |  |
| 2008                                                       | "The Summer is Magic 2008" | —  | —  | —  | —  | 31 | —  | —  |  |
| "—" não chegou às paradas ou não foi lançado nessa região. |                            |    |    |    |    |    |    |    |  |